# 臨滄市
臨滄市（りんそう-し）は中華人民共和国雲南省に位置する地級市。

## 歴史
- 2011年12月20日 重点国境経済協力区域「耿馬（孟定）国境経済協力区域」の重点プロジェクト着工。
  - 清水河港
  - 昆孟道路の清水河にかかる道路と橋 (ミャンマーと雲南省を結ぶ)
  - 孟定空港

## 行政区画
1市轄区・4県・3自治県を管轄する。
- 市轄区：
  - 臨翔区
- 県：
  - 鳳慶県・雲県・永徳県・鎮康県
- 自治県：
  - 双江ラフ族ワ族プーラン族タイ族自治県・耿馬タイ族ワ族自治県・滄源ワ族自治県

| 臨滄市の地図 |
| --- |
| 臨翔区 鳳慶県 雲県 永徳県 鎮康県 双江ラフ族 · ワ族プーラン族 · タイ族自治県 耿馬タイ族ワ族 · 自治県 滄源ワ族自治県 |

### 年表
この節の出典

#### 緬寧専区
- 1952年11月25日 - 雲南省大理専区緬寧県、保山専区鎮康県・双江県・耿馬県、普洱専区滄源県を編入。緬寧専区が成立。(5県)
- 1954年6月30日 - 緬寧専区が臨滄専区に改称。

#### 臨滄地区
- 1954年6月30日 - 緬寧専区が臨滄専区に改称。(5県)
  - 緬寧県が臨滄県に改称。
- 1955年3月22日 - 耿馬県が自治県に移行し、耿馬タイ族カワ族自治県となる。(4県1自治県)
- 1956年11月16日 (6県1自治県)
  - 大理専区雲県・鳳慶県を編入。
  - 鳳慶県の一部が大理ペー族自治州巍山県の一部と合併し、大理ペー族自治州巍山イ族自治県となる。
- 1958年9月24日 - 滄源県が自治県に移行し、滄源カワ族自治県となる。(5県2自治県)
- 1963年9月13日 (5県2自治県)
  - 滄源カワ族自治県が滄源ワ族自治県に改称。
  - 耿馬タイ族カワ族自治県が耿馬タイ族ワ族自治県に改称。
- 1963年9月14日 - 鎮康県の一部が分立し、永徳県が発足。(6県2自治県)
- 1970年 - 臨滄専区が臨滄地区に改称。(6県2自治県)
- 1985年6月11日 - 双江県が自治県に移行し、双江ラフ族ワ族プーラン族タイ族自治県となる。(5県3自治県)
- 2003年12月26日 - 臨滄地区が地級市の臨滄市に昇格。

#### 臨滄市
- 2003年12月26日 - 臨滄地区が地級市の臨滄市に昇格。(1区4県3自治県)
  - 臨滄県が区制施行し、臨翔区となる。

## 交通

### 航空
- 臨滄博尚空港（中国語版）
- 滄源佤山空港（中国語版）

### 鉄道
- 中国国家鉄路集団
  - 大臨線

### 道路
- 国道
  - G214国道
  - G323国道